# Citatie-index

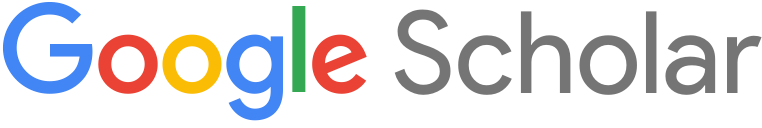
Logo van Google Scholar

Een citatie-index is een type database dat in het bibliometrische onderzoek van de wetenschappelijke literatuur gebruikt wordt om vast te leggen welke artikelen naar welke andere artikelen verwijzen.
Een citatie-index vormt vaak de grondslag voor klassificaties van het relatieve belang van wetenschappelijke tijdschriften, zoals lijsten met A-publicaties of de impactfactor van een tijdschrift. Twee bekende voorbeelden zijn Scopus (gepubliceerd door Elsevier) en de Science Citation Index (gepubliceerd door Thompson Scientific).
Het gebruik van citatie-indices is niet zonder kritiek. Day en Peters wijzen op de "gevaarlijke tekortkomingen" van citatie-indices omdat ze bevooroordeeld zijn ten gunste van tijdschrifttitels met een hoge oplage, het de tekortkomingen van een enkel-item meetinstrument heeft en er geen enkele noodzakelijke relatie met kwaliteit hoeft te zijn. Andere tekortkomingen die genoemd worden zijn het tijdseffect, waarbij oudere tijdschrifttitels bevoordeeld zijn, en het gegeven dat citatie-indices berekend worden op basis van databases met publicaties waarin doorgaans slechts een selectie van bepaalde tijdschrifttitels is opgenomen. Dit benadeelt met name tijdschrifttitels die in een taal anders dan Engels zijn opgesteld (bijvoorbeeld Nederlands, Frans, Duits of Spaans).